# 東華三院徐展堂學校
東華三院徐展堂學校（英語： TWGHs Tsui Tsin Tong School）是香港的特殊學校 位於香港華富邨瀑布灣道25號。

## 歷史
東華三院徐展堂學校創辦於1981年，為東華三院第一所為中度弱智兒童而設之特殊學校，原名東華三院啟智學校。當年暫設校址於社會福利署香港仔啟智兒童中心內。
1986年教育署撥出華富村佛教中華學校的舊校舍作為擴校之用，經過四年的校舍改建工程及籌備工作，於 1990年遷校至現址。為紀念東華三院前主席徐展堂太平紳士慷慨捐助一百萬元作為校舍改建費用，易名為東華三院徐展堂學校，並於同年開始兼收中度及輕度弱智學生。

## 設施
21間課室，15個特別室，包括音樂室、視覺藝術室、工藝室、家政室、電腦室、資訊科技學習中心、輔導教學室、圖書館、玩具圖書館、資源室、資源教學室、學生活動中心、護理室、言語治療室及社工室。其他還有籃球場、露天操場及雨天操場、滋味棧、健體室、感覺統合活動室、遊戲架及園藝花圃。

## 著名校友
- 鄧卓文：2013年國際智障人士體育聯盟世界田徑錦標賽四乘一百米接力銀牌得主[1]。

## 外部連結
- 東華三院徐展堂學校官方網站 （页面存档备份，存于）
- 家庭與學校合作事宜委員會相關網站 - 東華三院徐展堂學校 （页面存档备份，存于）